# Pietro Grasso
Pietro Grasso (Licata, 1º gennaio 1945) è un politico ed ex magistrato italiano.
Dal 2013 al 2018 è stato presidente del Senato della Repubblica nella XVII legislatura. Dal 3 dicembre 2017 al 19 aprile 2019 è stato leader del movimento politico Liberi e Uguali, da lui fondato.

## Biografia
Figlio di Evelina e Gabriele, fratello maggiore di Anna e Marcello.
È nato a Licata, in provincia di Agrigento, il 1º gennaio 1945. Si trasferisce a 18 mesi con la famiglia a Palermo. Sposato con Maria Fedele dal 1970 fino alla morte di lei nel 2025, ha un figlio, Maurilio, funzionario di Polizia.

### Gli inizi in magistratura
Sin da ragazzo manifesta la volontà di diventare magistrato. In un'intervista con Fabio Fazio, Grasso ricorda così la decisione di intraprendere questa professione:
(Grasso ospite di Che tempo che fa)
Dopo aver completato gli studi classici al Liceo classico Meli, si iscrive alla facoltà di giurisprudenza all'Università di Palermo dove si laurea nel giugno del 1966 con una tesi in diritto amministrativo. Nel novembre 1968 inizia il proprio cursus honorum in magistratura, svolgendo per due anni le funzioni di Pretore presso la Pretura mandamentale di Barrafranca (EN). L'assassinio del procuratore della Repubblica Pietro Scaglione, avvenuto nel maggio del 1971, lo induce a fare richiesta di trasferimento al Tribunale di Palermo.
(Pietro Grasso, Liberi Tutti, Sperling & Kupfer 2012, pp.11)
Per dodici anni è stato sostituto procuratore della Repubblica. In quel periodo si occupa principalmente di indagini sulla pubblica amministrazione e sulla criminalità organizzata.
Il 6 gennaio 1980 diviene titolare dell'inchiesta riguardante l'omicidio del Presidente della Regione Sicilia, Piersanti Mattarella.
Secondo Grasso, Mattarella “stava provando a realizzare un nuovo progetto politico-amministrativo, un'autentica rivoluzione. La sua politica di radicale moralizzazione della vita pubblica, secondo lo slogan che la Sicilia doveva mostrarsi 'con le carte in regola' aveva turbato il sistema degli appalti pubblici con gesti clamorosi, mai attuati nell'isola”.
In un discorso tenuto in occasione della presentazione del volume di Giovanni Grasso sulla figura di Mattarella, Grasso ha fatto alcune valutazioni sull'esito delle indagini condotte in passato e ha espresso un suo personale giudizio sulle ragioni dell'assassinio dell'allora Presidente della Regione Siciliana:
(Presentazione del libro Piersanti Mattarella: Da solo contro la mafia)
Nel settembre del 1985, Francesco Romano, presidente del tribunale di Palermo lo designa giudice a latere nel primo maxiprocesso a Cosa Nostra (10 febbraio 1986 - 10 dicembre 1987), con 475 imputati.
Grasso, nella sua autobiografia, ha ricordato così il colloquio con Romano e le sue successive riflessioni prima di prendere parte al maxiprocesso:
Una volta accettato l'incarico, Grasso iniziò una stretta collaborazione con Giovanni Falcone e Paolo Borsellino i quali gli fornirono un aiuto essenziale per studiare e comprendere le carte processuali.
Il 10 febbraio 1986, in un'aula bunker gremita di circa 300 imputati, 200 avvocati difensori e 600 giornalisti da tutto il mondo, si aprì il processo. Tra gli imputati presenti vi erano Luciano Leggio, Pippo Calò, Michele Greco, Salvatore Montalto, Giuseppe Marchese e moltissimi altri; tra i latitanti figuravano Salvatore Riina, Bernardo Provenzano, Giuseppe Lucchese e il catanese Nitto Santapaola. Le accuse ascritte agli imputati includevano, tra gli altri, 120 omicidi, traffico di droga, rapine, estorsione, e, ovviamente, il delitto di "associazione mafiosa" in vigore da pochi anni. Dal momento che i termini di custodia cautelare per un centinaio di imputati scadevano l'8 novembre 1987 (poi prorogati di poche settimane), era necessario che il processo di primo grado si concludesse entro quella data. Per questo motivo il presidente Giordano, nonostante le proteste di alcuni avvocati difensori e giudici popolari, dispose che il processo si sarebbe celebrato tutti i giorni, ad eccezione soltanto delle domeniche e di alcuni sabati. L'11 novembre 1987, dopo 349 udienze, 1314 interrogatori e 635 arringhe difensive, gli otto membri della Corte d'assise si ritirarono in camera di consiglio, accompagnati da un inatteso applauso da parte degli imputati (il cui numero, nel corso del processo, era leggermente diminuito fino a 460). Fu la più lunga camera di consiglio che la storia giudiziaria ricordi: 35 giorni, durante i quali la Corte visse totalmente isolata dal mondo, lavorando a tempo pieno sul maxiprocesso.
Finito il dibattimento, Grasso è stato delegato dal Presidente della Corte d'Assise alla stesura della sentenza, che, dopo un impegno di oltre otto mesi, si è concretizzata in un documento di circa 7.000 pagine, raccolte in 37 volumi. Tale sentenza, con la quale sono stati inflitti 19 ergastoli e 2.665 anni di reclusione, è stata positivamente valutata anche dalla pronuncia finale della Corte di Cassazione, che ne ha confermato in via definitiva i punti essenziali. Per la prima volta veniva dimostrata l'esistenza della Cupola attraverso la via giudiziaria:
Conclusosi il maxiprocesso, nel febbraio del 1989 Grasso viene nominato consulente della Commissione parlamentare Antimafia, presieduta da Gerardo Chiaromonte prima e da Luciano Violante poi. Nel 1991 viene nominato consigliere alla Direzione affari penali del Ministero di grazia e giustizia, il cui "guardasigilli" era Claudio Martelli, che chiamò anche Giovanni Falcone, e componente della Commissione centrale per i pentiti.
Nel 1992, sotto il primo Governo Amato, viene nominato vicecapo di gabinetto del Ministero di Grazia e Giustizia il cui "guardasigilli" era Claudio Martelli.
Successivamente viene sostituito nell'incarico, per poi essere nominato procuratore aggiunto presso la Direzione nazionale antimafia (guidata da Pier Luigi Vigna), applicato nelle Procure di Palermo e Firenze dove ha seguito e coordinato le inchieste sulle stragi del 1992 e del 1993.

### Il fallito attentato
Il 30 gennaio 1992 la Corte di cassazione confermò la sentenza del Maxiprocesso che condannava Riina e molti altri boss all'ergastolo.
In seguito a tale sentenza, nel febbraio-marzo 1992 si tennero riunioni ristrette della "Commissione provinciale" mafiosa (a cui parteciparono Riina, Salvatore Biondino, Raffaele Ganci, Giovanni Brusca, Michelangelo La Barbera, Salvatore Cancemi), in cui venne deciso di dare inizio agli attentati e vennero stabiliti nuovi obiettivi da colpire.
Il pentito Giovanni Brusca, nel corso di una deposizione nell'ambito del processo "Bagarella ed altri" (presunta trattativa Stato - mafia) ha così descritto gli intendimenti del boss Totò Riina:
Poche settimane dopo la Mafia compì la strage di Capaci, nella quale morirono Giovanni Falcone, la moglie Francesca Morvillo e tre agenti di scorta e successivamente quella di Via D'Amelio, nella quale caddero vittime il giudice Paolo Borsellino e cinque agenti di scorta.
Tra gli obiettivi che erano stati identificati dalla Cupola c'era anche Pietro Grasso. È stato lo stesso Brusca a spiegare al Pm Roberto Tartaglia come nacque l'idea di uccidere l'ex giudice a latere del maxiprocesso e quali risultati si sperava di ottenere:
Tuttavia davanti all’abitazione della suocera dove si sarebbe dovuto colpire c’era una banca il cui sistema di allarme avrebbe potuto disturbare il funzionamento del telecomando da utilizzare per l’esplosione e così il piano fu accantonato.
Il pentito Gioacchino La Barbera, nel corso di una sua deposizione, ha spiegato come sarebbe dovuto avvenire l'attentato:
Lo stesso Grasso ha più volte raccontato le circostanze nelle quali venne a conoscenza del progetto di attentato:

### Procuratore di Palermo
Dall'agosto del 1999 ricoprì l'incarico di Procuratore della Repubblica di Palermo, immediatamente dopo la conclusione del primo grado del processo Andreotti. Sotto la direzione di Grasso, dal 2000 al 2004, furono arrestate 1.779 persone per reati di mafia e 13 latitanti inseriti tra i 30 più pericolosi. Nello stesso arco di tempo la procura del capoluogo siciliano ottenne 380 ergastoli e centinaia di condanne per migliaia di anni di carcere.

### Capo della Direzione nazionale antimafia

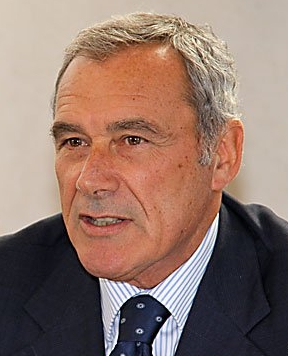
Grasso nel 2008

L'11 ottobre 2005 è stato nominato procuratore nazionale antimafia, subentrando a Pier Luigi Vigna, che ha lasciato l'incarico nell'agosto 2005 per raggiunti limiti di età, mentre era ancora capo della Procura della Repubblica di Palermo. Il Csm (Consiglio superiore della magistratura) ha dato via libera alla sua nomina come Capo della Direzione nazionale antimafia con 18 voti a favore e cinque astensioni.
La sua nomina fu al centro di aspre polemiche nel mondo giudiziario e politico, poiché era molto probabile quella del procuratore della Repubblica presso il tribunale di Palermo Gian Carlo Caselli. Tuttavia, il senatore di Alleanza Nazionale Luigi Bobbio presentò un emendamento alla legge delega di riforma dell'ordinamento giudiziario (la cosiddetta "Riforma Castelli") per effetto del quale Caselli non poté più essere nominato procuratore nazionale antimafia per superamento del limite di età. La Corte costituzionale, successivamente alla nomina di Pietro Grasso quale nuovo procuratore nazionale antimafia, dichiarò incostituzionale la norma. Comunque, secondo l'allora consigliere del CSM Giuseppe Fici, Grasso avrebbe conseguito la nomina indipendentemente dall'emendamento Bobbio.
L'11 aprile 2006 contribuisce con il suo lavoro, dopo anni d'indagine, alla cattura di Bernardo Provenzano nella masseria di Montagna dei cavalli a Corleone, latitante dal 9 maggio 1963.
Il 19 settembre 2006 la Direzione distrettuale antimafia di Catanzaro, con il contributo della Procura Nazionale diretta da Grasso, chiude un'indagine durata due anni riguardante l'azione di alcune 'ndrine della provincia di Vibo Valentia, che avevano messo le mani sui villaggi turistici della costa. Le 'ndrine in questione sono La Rosa di Tropea e quella dei Mancuso di Limbadi, che ricavavano ingenti guadagni dal controllo degli appalti per la costruzione e la fornitura dei villaggi vacanze nella zona di Vibo Valentia. L'operazione Odissea si conclude con 41 provvedimenti di custodia cautelare.
Alla scadenza naturale del primo mandato alla DNA (Direzione nazionale antimafia), è stato riconfermato dal Consiglio Superiore della Magistratura per un secondo mandato, stavolta senza alcuna polemica e all'unanimità.
Nel maggio 2012, durante la trasmissione La Zanzara su Radio 24, ha rilasciato alcune dichiarazioni in cui elogiava l'operato del governo Berlusconi in punto di lotta alla mafia. Segnatamente, Grasso ha affermato: «Darei un premio speciale a Silvio Berlusconi e al suo governo per la lotta alla mafia. Ha introdotto delle leggi che ci hanno consentito di sequestrare in tre anni moltissimi beni ai mafiosi. Siamo arrivati a quaranta miliardi di euro».
A partire dal settembre 2012 per Rai Storia in 12 puntate Pietro Grasso ha condotto Lezioni di Mafia: un progetto di educazione alla legalità, dedicato alle generazioni più giovani per spiegare tutti i segreti di Cosa Nostra. Il programma si ispira alle lezioni di mafia ideate nel 1992 dal direttore del TG2 Alberto La Volpe assieme a Giovanni Falcone, una delle ultime iniziative del magistrato palermitano stroncata dall'attentato di Capaci. A vent'anni di distanza, sollecitato in riguardo, Grasso ha accettato di tornare a raccontare ai giovani il fenomeno mafioso. Lezioni di Mafia scava dentro il sistema mafioso e ne restituisce una radiografia fatta di nomi, regole, storie, rete di complicità, intrecci, misteri, ambiguità. Nella prima puntata ha spiegato com'è formata la Cupola mafiosa.

## Attività politica

### Senatore della Repubblica

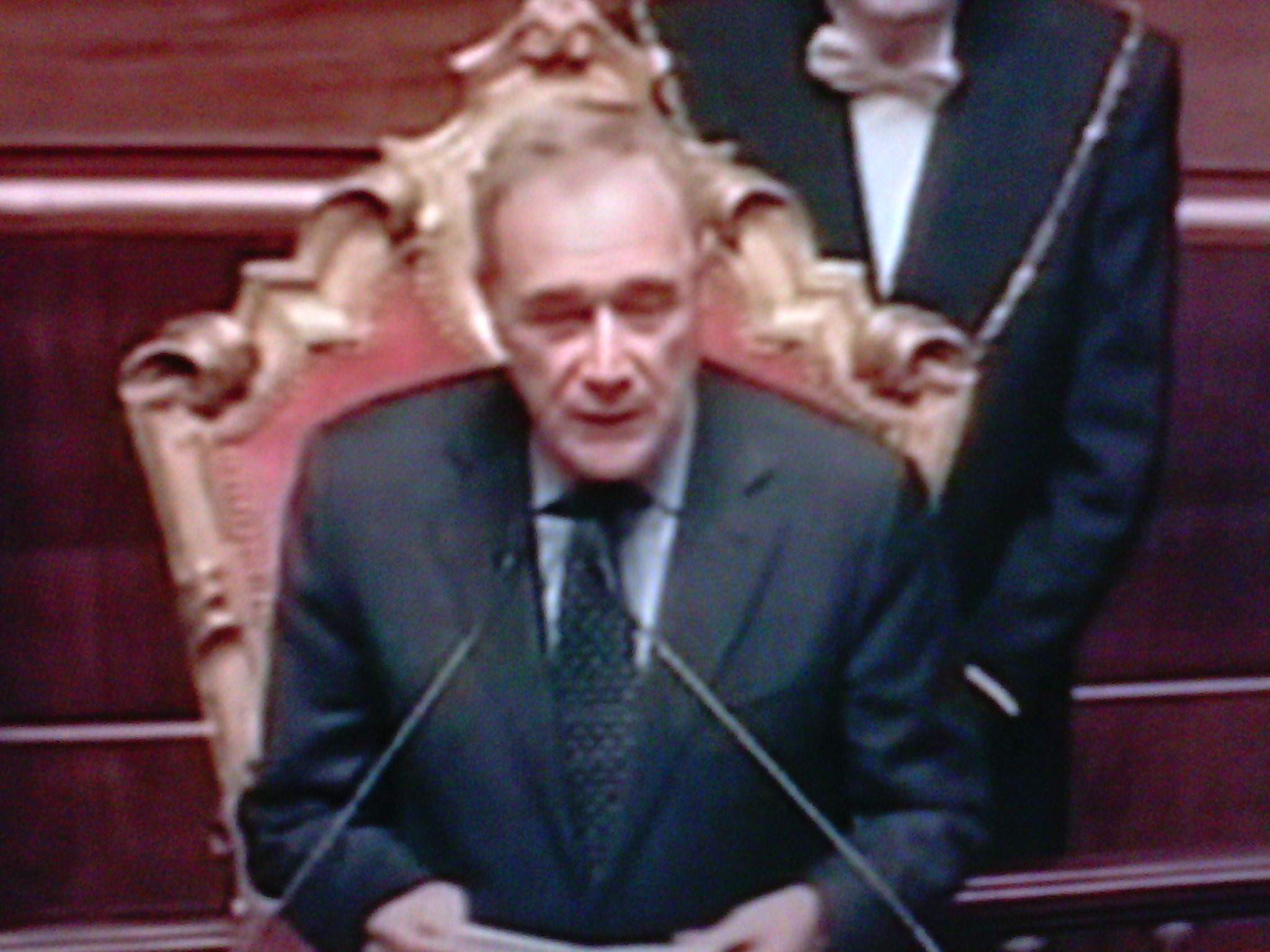
Insediamento di Grasso alla presidenza del Senato, nel 2013.

Il 27 dicembre 2012 presenta al CSM la richiesta di aspettativa per motivi elettorali: il giorno successivo dichiara alla stampa che intende candidarsi nelle liste del Partito Democratico in vista delle Elezioni politiche in Italia del 2013, e contestualmente si dimette dalla magistratura. L'8 gennaio 2013 la direzione nazionale del PD candida Pietro Grasso al Senato della Repubblica Italiana come capolista della lista PD nella regione Lazio, dove risulta poi eletto.
A marzo, in seguito alle elezioni, insieme a molti altri colleghi del Parlamento, aderisce al progetto Riparte il futuro firmando la petizione che ha lo scopo di revisionare la legge anti-corruzione modificando la norma sullo scambio elettorale politico-mafioso (416 ter) entro i primi cento giorni di attività parlamentare. Il primo giorno di insediamento nelle aule di Palazzo Madama presenta questo disegno di legge, attualmente in vigore.
Il 26 ottobre 2017 lascia il PD e passa al Gruppo misto dopo l'approvazione del Rosatellum bis, la nuova legge elettorale con il voto di fiducia.

### Presidente del Senato
Il 16 marzo 2013 viene eletto al ballottaggio presidente del Senato con 137 voti, contro i 117 per Renato Schifani (PdL).

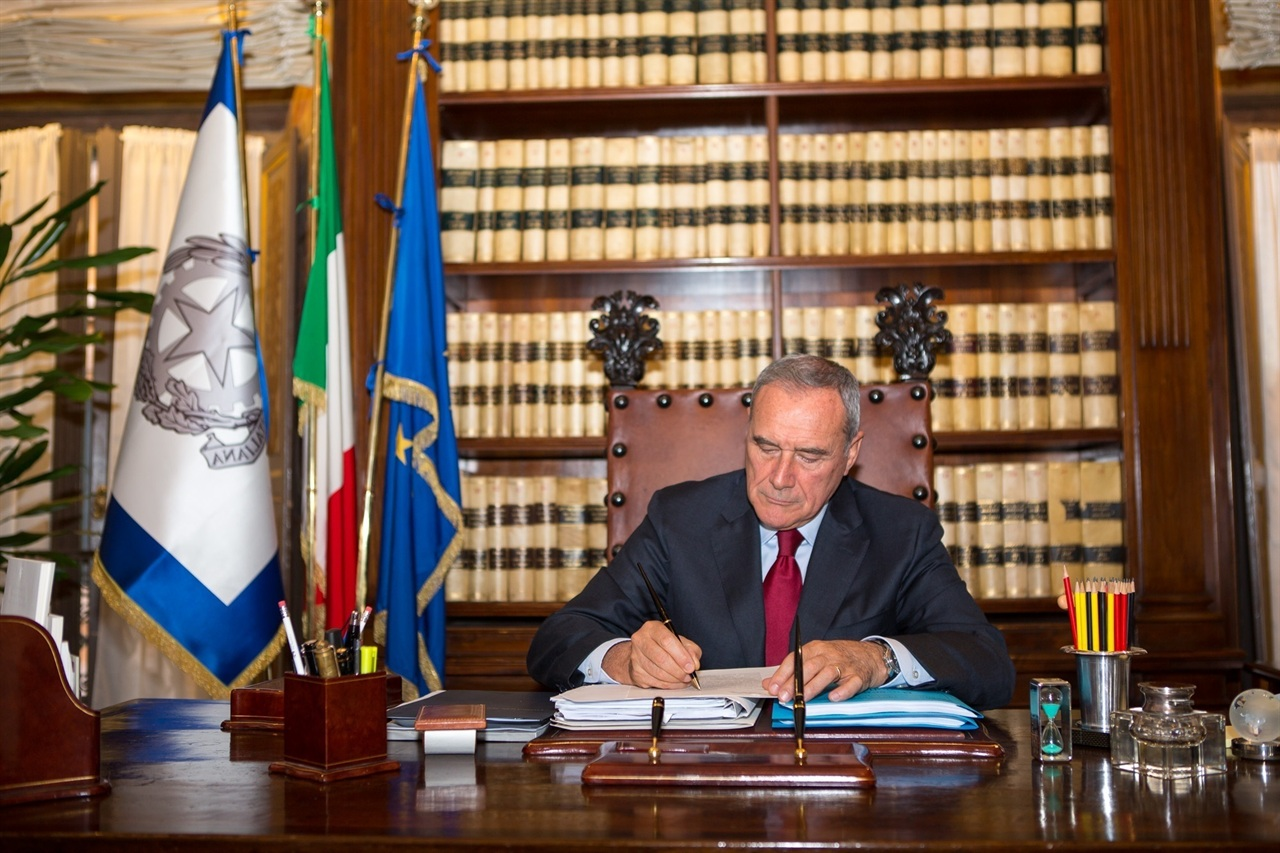
Grasso nell'esercizio delle funzioni di presidente supplente della Repubblica Italiana nel 2015

Dal 14 gennaio 2015, con le dimissioni di Giorgio Napolitano, assume il ruolo di presidente supplente della Repubblica Italiana, ruolo che ricopre fino al successivo 3 febbraio, giorno del giuramento del nuovo presidente della Repubblica Sergio Mattarella.

### Candidatura conLiberi e Uguali
Il 3 dicembre 2017 lancia Liberi e Uguali, una lista di sinistra che comprende Articolo 1 - Movimento Democratico e Progressista, Sinistra Italiana e Possibile, candidandosi a Presidente del Consiglio per le elezioni politiche del marzo 2018. Si candida al Senato all'uninominale nel collegio uninominale di Palermo ma ottiene solo il 5%; viene comunque rieletto tramite la quota proporzionale e si iscrive al Gruppo misto insieme a Vasco Errani, Francesco Laforgia e Loredana De Petris.
Il 12 ottobre 2018 Pietro Grasso sul sito di LeU pubblica otto punti programmatici del Manifesto di valori di "Liberi e Uguali", proponendo ai soci fondatori di appoggiarli. Nell'aprile 2019 LeU come movimento si scioglie di fatto, ma restano i gruppi parlamentari. Fallito il processo costituente di LeU, rimane formalmente un indipendente all'interno del gruppo "Liberi e Uguali" al Senato, poi rinominato "Liberi e Uguali-Ecosolidali" con l'ingresso dei senatori Maurizio Buccarella e Sandro Ruotolo. Nella legislatura è segretario della Giunta delle elezioni.
Nel luglio 2020, con il rinnovo biennale degli uffici di presidenza delle commissioni parlamentari, è indicato dalla maggioranza del Governo Conte II (comprendente, oltre a Leu, PD, M5S e IV) come proprio candidato per la presidenza della commissione giustizia (risultando essere l'unico candidato della coalizione espresso da Leu) Tuttavia, il voto sancisce la rielezione dell'esponente leghista (espressione della precedente maggioranza del Conte I) Andrea Ostellari, sostenuto dall'opposizione di centro-destra.
Non si è ricandidato alle elezioni politiche anticipate del 25 settembre 2022.

## Vita privata
Appassionato di calcio, è un grande tifoso del Palermo.
In gioventù ha giocato nella squadra di calcio giovanile "Bacigalupo" di Palermo, insieme a Marcello Dell'Utri e al figlio del boss mafioso Tanino Cinà e nella quale il boss Vittorio Mangano svolgeva il ruolo di tutore dei ragazzi.
A ricordo di questa esperienza Marcello Dell'Utri ha dichiarato:

## Pubblicazioni
Vista la sua esperienza di magistrato antimafia, ha scritto diversi saggi sull'argomento:
- Pietro Grasso, Saverio Lodato, La mafia invisibile. La nuova strategia di Cosa Nostra, Mondadori, 2001,  p. 179, ISBN 88-04-49569-3.
- Pietro Grasso, Francesco La Licata, Pizzini, veleni e cicoria. La mafia prima e dopo Provenzano, Feltrinelli, 2008,  p. 174, ISBN 978-88-07-17130-7.
- Pietro Grasso, Alberto La Volpe, Per non morire di mafia, Sperling & Kupfer, 2009,  p. 297, ISBN 978-88-6061-768-2.
- Pietro Grasso, Enrico Bellavia, Soldi sporchi. Come le mafie riciclano miliardi e inquinano l'economia mondiale, Dalai Editore, 2011,  p. 359, ISBN 978-88-6620-237-0.
- Pietro Grasso, Liberi tutti. Lettera a un ragazzo che non vuole morire di mafia, Sperling & Kupfer, 2012,  p. 228, ISBN 978-88-200-5179-2.
- Pietro Grasso, Storie di sangue, amici e fantasmi. Ricordi di mafia, collana Serie bianca, prefazione di Sergio Mattarella, Milano, Feltrinelli, 2017,  p. 234, ISBN 9788807173240.
- Pietro Grasso, introduzione di PIF, Paolo Borsellino parla ai ragazzi, Feltrinelli, 2020,  p. 123, ISBN 978-88-07-92331-9.
- Pietro Grasso, con Alessio Pasquini, Il mio amico Giovanni, Feltrinelli, 2022, p. 144, ISBN 9788807910746